# Heerlijkheid Bermentfelde

Wapen Bermentvelde volgens Siebmachers wapenboek met een grote gelijkenis met het Graafschap Lohn het wapen werd ook gebruikt op het Kasteel Velen in omgekeerde kleuren

De Heerlijkheid Bermentvelde (ook Berntvelde of Barnsfeld) was tot 1324 een heerlijkheid bij Südlohn, ten noorden van Ramsdorf in de Duitse deelstaat Noordrijn-Westfalen, gelegen in de Kreis Borken. Nadat de graaf van Gelre het goed kocht en het weer moest afstaan aan de bisschop van Münster tijdens de Strijd om Bredevoort (1322-1326) brak de bisschop het kasteel Barnsfeld uit voorzorg af. Tegenwoordig staat er een herenboerderij opgetrokken in vakwerkstijl op de plek waar het kasteel stond.